# Araquari
Araquari es un municipio brasileño del estado de Santa Catarina. Tiene una población estimada al 2022 de 45 283 habitantes. Ubicado en la costa catarinense, forma parte de la Región metropolitana del Nornordeste Catarinense.

## Toponimia
De origen tupí-guaraní, Araquari viene de "ará": Loro grande, “quara” o “cuara”: Agujero e "y": agua.

## Historia
Poblado desde comienzos del Siglo XIX, la localidad era conocida con el nombre de Paranaguá-Mirim. Se estableció como municipio el 5 de abril de 1876. Adoptó el nombre actual el 31 de diciembre de 1943.

## Economía
Las principales actividades económicas del municipio es la agricultura, con base en el arroz, plátano y la maracuyá, este último el fruto más característico de la ciudad, donde celebran todos los años la Fiesta de la Maracuyá.

### BMW
La empresa alemana de automóviles BMW construyó una fábrica en la localidad que comenzó a operar en abril de 2013. Ubicada en el km 66 de la BR-101, produce 32 000 vehículos al año.